# Piper PA-18
Piper PA-18 Super Cub je jednomotorni avion visokokrilac s dva sjedišta. Predstavio ga je 1949. proizvođač lakih aviona Piper Aircraft. Nastao je na osnovi letjelica Piper PA-11, J-3 i Taylor-2 E Cub. U blizu 40 godina proizvodnje izrađeno je preko 9.000 aviona. Super Cub se često koristi za letove u nepristupačna područja gdje uzletno sletne staze nisu posebno pripremljene a za slijetanje ima vrlo malo mjesta. U tim uvjetima do izražaja dolaze njegove STOL osobine. S njim se često vuku reklame a u aeroklubovima služi za vuču jedrilica. 

## Dizajn i razvoj
Dok se konstrukcija temelji na dizajnu ranijih modela, ugradnja električnog sustava, zakrilaca, znatno jačeg motora, čine ga vrlo različitim za letenje. Iako je "standardni" Super Cub opremljen sa 150 konjskim (112 kW) Lycoming motorom, nije ga neuobičajeno vidjeti s jačim, 180 KS (134 kW) motorom. Krilo s velikim uzgonom i snažni motor pružaju dobru podlogu za pretvorbu letjelice u hidroavion ili za ugradnju skija umjesto kotača podvozja. Osim toga izrađena je i poljoprivredna inačica PA-18A za potrebe zaprašivanja. 
Kao i J-3 Cub avion prekriven je platnom nategnutim preko čelične konstrukcije. Prvi Super Cub imao je zakrilca, dva spremnika goriva (svaki u jednom krilu), O-235 Lycoming motor s oko 108 KS (115 KS samo za uzlijetanje) iako je bila dostupna i inačica s 90 KS motorom bez zakrilaca i s drugim krilnim spremnikom kao opcija. Težina praznog zrakoplova bila je prosječno 365-454 kg s maksimalnom težinom 680 kg. Ovaj Cub mogao je poletjeti nakon 120 m (s maksimalnom težinom), a zahvaljujući zakrilcima za slijetanje mu je dovoljno bilo 90 m. Uz manja opterećenja avion je sposoban vinuti se u zrak već nakon 20 m a za slijetanje mu je dovoljno 10 m. S O-290 Lycoming motorom (135 KS) za uzlijetanje je potrebno 60 m a udaljenost slijetanja ostala je ista. Uz uporabu u Lycoming O-320 motora s 150-160 KS, avionu se povećala MTOW na 795 kg, zadržavši potrebno zaletište za uzlijetanje na 60 m.

## Tehničke karakteristike (PA-18-150)
Osnovne karakteristike
- posada: 1
- kapacitet: 2
- dužina: 6,88 m
- raspon krila: 10,74 m
- površina krila: 16,6 m2

Letne karakteristike
- ekonomska brzina: 180 km/h
- dolet: 740 km
- najveća visina leta: 5.800 m
- motor: 1× Lycoming O-320